# Sergej Juran
Sergej Nikolaevič Juran (in russo Сергей Николаевич Юран?; Luhans'k, 11 giugno 1969) è un allenatore di calcio ed ex calciatore russo, di ruolo attaccante.

## Carriera

### Calciatore

#### Club
Debuttò nel campionato sovietico 1985 con lo Zarja (vincendo il campionato statale ucraino) e successivamente giocò con la Dinamo Kiev, con cui ha vinto la Coppa dell'URSS e il campionato.
Negli anni novanta ha collezionato molte esperienze estere, partendo dal Portogallo dove ha militato con Benfica (con cui ha vinto un campionato e una coppa portoghesi oltre a laurearsi capocannoniere della Coppa dei Campioni 1991-1992) e Porto (con cui ha vinto il campionato); dopo un breve ritorno in patria nel 1995 allo Spartak Mosca. è stato una stagione in Inghilterra con il Millwall e due in Germania con il Fortuna Düsseldorf prima e il Bochum poi, e in Austria con lo Sturm Graz (aggiudicandosi una supercoppa austriaca), club con cui ha concluso la carriera da giocatore per intraprendere quella da allenatore.
I maggiori successi li ha ottenuti in patri con lo Spartak Mosca con cui ha vinto campionato russe e due Coppa dei Campioni della CSI.

#### Nazionale
Con la nazionale sovietica ha collezionato 12 presenze e due reti. Ha esordito il 21 novembre 1990, nella gara contro gli Stati Uniti, nell'ambito di un triangolare amichevole, giocando il primo tempo prima di essere sostituito da Dmitrij Radčenko. Il suo primo gol in nazionale risale al 13 giugno 1991, nella gara contro la Svezia giocata nell'ambito del torneo amichevole Scania.
Ha fatto in tempo anche a collezionare tre presenze nella effimera Nazionale di calcio della Comunità degli Stati Indipendenti prendendo parte al Campionato europeo di calcio 1992. A questa manifestazione, dopo aver saltato il primo incontro contro la Germania, giocò titolare sia la gara contro i Paesi Bassi (sostituito nella ripresa da Sergej Kir'jakov) sia la sconfitta contro la Scozia che costò l'eliminazione
Con la fine dell'Unione sovietica ha collezionato 25 presenze e 5 reti con la selezione russa. All'"esordio" con la nazionale della Russia segnò subito il gol decisivo nella gara contro l'Islanda valida per le Qualificazioni al campionato mondiale di calcio 1994 (sostituito nel finale da Igor' Kolyvanov).
Ha preso parte alla spedizione russa al Campionato mondiale di calcio 1994, disputando solo la prima gara persa contro il Brasile per 2-0, sostituito da Oleg Salenko che ne prese il posto in squadre e vinse il titolo di capocannoniere di quel torneo.
Nel novembre del 1997 ha giocato da titolare entrambe le sfide di play-off contro l'Italia valide per le Qualificazioni al campionato mondiale di calcio 1998.

### Allenatore
Ha cominciato la carriera da tecnico come assistente allo Spartak Mosca. Nella stagione 2004 ha allenato la Dinamo Stavropol' in terza serie.
Nel 2006 ha allenato prima i lettoni del Ditton, poi gli estoni del TVMK Tallinn.
Tornato in patria ha allenato prima lo Šinnik e, brevemente, i Chimki, prima esperienza nella massima serie russa.
Nel 2009 ha diretto i kazaki dell'Lokomotıv Astana.
Dopo un lungo stop ha allenato in Armenia il Mika Erevan. Tra il 2017 e il 2020 è tornato in patria con lo Zorkij Krasnogorsk.
In seguito è tornato ad allenare il Chimki.

## Statistiche

### Cronologia presenze e reti in nazionale
| Cronologia completa delle presenze e delle reti in nazionale ― Unione Sovietica | Cronologia completa delle presenze e delle reti in nazionale ― Unione Sovietica | Cronologia completa delle presenze e delle reti in nazionale ― Unione Sovietica | Cronologia completa delle presenze e delle reti in nazionale ― Unione Sovietica | Cronologia completa delle presenze e delle reti in nazionale ― Unione Sovietica | Cronologia completa delle presenze e delle reti in nazionale ― Unione Sovietica | Cronologia completa delle presenze e delle reti in nazionale ― Unione Sovietica | Cronologia completa delle presenze e delle reti in nazionale ― Unione Sovietica |
| Data                                                                            | Città                                                                           | In casa                                                                         | Risultato                                                                       | Ospiti                                                                          | Competizione                                                                    | Reti                                                                            | Note                                                                            |
| ------------------------------------------------------------------------------- | ------------------------------------------------------------------------------- | ------------------------------------------------------------------------------- | ------------------------------------------------------------------------------- | ------------------------------------------------------------------------------- | ------------------------------------------------------------------------------- | ------------------------------------------------------------------------------- | ------------------------------------------------------------------------------- |
| 21-11-1990                                                                      | Port of Spain                                                                   | Stati Uniti                                                                     | 0 – 0                                                                           | Unione Sovietica                                                                | TRT                                                                             | -                                                                               | 46’                                                                             |
| 23-11-1990                                                                      | Port of Spain                                                                   | Trinidad e Tobago                                                               | 0 – 2                                                                           | Unione Sovietica                                                                | TRT                                                                             | -                                                                               | 46’                                                                             |
| 30-11-1990                                                                      | Città del Guatemala                                                             | Guatemala                                                                       | 0 – 3                                                                           | Unione Sovietica                                                                | Amichevole                                                                      | -                                                                               | 29’                                                                             |
| 6-02-1991                                                                       | Glasgow                                                                         | Scozia                                                                          | 0 – 1                                                                           | Unione Sovietica                                                                | Amichevole                                                                      | -                                                                               | 62’                                                                             |
| 27-3-1991                                                                       | Roma                                                                            | Germania                                                                        | 2 – 1                                                                           | Unione Sovietica                                                                | Amichevole                                                                      | -                                                                               | 69’                                                                             |
| 17-4-1991                                                                       | Budapest                                                                        | Ungheria                                                                        | 0 – 1                                                                           | Unione Sovietica                                                                | Qual. Euro 1992                                                                 | -                                                                               | 85’                                                                             |
| 29-5-1991                                                                       | Mosca                                                                           | Unione Sovietica                                                                | 4 – 0                                                                           | Cipro                                                                           | Qual. Euro 1992                                                                 | -                                                                               | 46’                                                                             |
| 13-6-1991                                                                       | Göteborg                                                                        | Svezia                                                                          | 2 – 3                                                                           | Unione Sovietica                                                                | SCT                                                                             | 1                                                                               | 76’                                                                             |
| 16-6-1991                                                                       | Solna                                                                           | Italia                                                                          | 1 – 1                                                                           | Unione Sovietica                                                                | SCT                                                                             | -                                                                               | 79’                                                                             |
| 28-8-1991                                                                       | Oslo                                                                            | Norvegia                                                                        | 0 – 1                                                                           | Unione Sovietica                                                                | Qual. Euro 1992                                                                 | -                                                                               | 46’                                                                             |
| 25-9-1991                                                                       | Mosca                                                                           | Unione Sovietica                                                                | 2 – 2                                                                           | Ungheria                                                                        | Qual. Euro 1992                                                                 | -                                                                               | 68’                                                                             |
| 13-11-1991                                                                      | Larnaca                                                                         | Cipro                                                                           | 0 – 3                                                                           | Unione Sovietica                                                                | Qual. Euro 1992                                                                 | 1                                                                               | 46’ 64’                                                                         |
| Totale                                                                          |                                                                                 | Presenze                                                                        | 11                                                                              |                                                                                 | Reti                                                                            | 2                                                                               |                                                                                 |

| Cronologia completa delle presenze e delle reti in nazionale ― Comunità degli Stati Indipendenti | Cronologia completa delle presenze e delle reti in nazionale ― Comunità degli Stati Indipendenti | Cronologia completa delle presenze e delle reti in nazionale ― Comunità degli Stati Indipendenti | Cronologia completa delle presenze e delle reti in nazionale ― Comunità degli Stati Indipendenti | Cronologia completa delle presenze e delle reti in nazionale ― Comunità degli Stati Indipendenti | Cronologia completa delle presenze e delle reti in nazionale ― Comunità degli Stati Indipendenti | Cronologia completa delle presenze e delle reti in nazionale ― Comunità degli Stati Indipendenti | Cronologia completa delle presenze e delle reti in nazionale ― Comunità degli Stati Indipendenti |
| Data                                                                                             | Città                                                                                            | In casa                                                                                          | Risultato                                                                                        | Ospiti                                                                                           | Competizione                                                                                     | Reti                                                                                             | Note                                                                                             |
| ------------------------------------------------------------------------------------------------ | ------------------------------------------------------------------------------------------------ | ------------------------------------------------------------------------------------------------ | ------------------------------------------------------------------------------------------------ | ------------------------------------------------------------------------------------------------ | ------------------------------------------------------------------------------------------------ | ------------------------------------------------------------------------------------------------ | ------------------------------------------------------------------------------------------------ |
| 17-4-1991                                                                                        | Mosca                                                                                            | Comunità degli Stati Indipendenti                                                                | 2 – 2                                                                                            | Inghilterra                                                                                      | Amichevole                                                                                       | -                                                                                                | 53’                                                                                              |
| 17-4-1991                                                                                        | Göteborg                                                                                         | Paesi Bassi                                                                                      | 0 – 0                                                                                            | Unione Sovietica                                                                                 | Euro 1992                                                                                        | -                                                                                                | 65’                                                                                              |
| 17-4-1991                                                                                        | Norrköping                                                                                       | Ungheria                                                                                         | 3 – 0                                                                                            | Unione Sovietica                                                                                 | Euro 1992                                                                                        | -                                                                                                |                                                                                                  |
| Totale                                                                                           |                                                                                                  | Presenze                                                                                         | 3                                                                                                |                                                                                                  | Reti                                                                                             | 0                                                                                                |                                                                                                  |

| Cronologia completa delle presenze e delle reti in nazionale ― Russia | Cronologia completa delle presenze e delle reti in nazionale ― Russia | Cronologia completa delle presenze e delle reti in nazionale ― Russia | Cronologia completa delle presenze e delle reti in nazionale ― Russia | Cronologia completa delle presenze e delle reti in nazionale ― Russia | Cronologia completa delle presenze e delle reti in nazionale ― Russia | Cronologia completa delle presenze e delle reti in nazionale ― Russia | Cronologia completa delle presenze e delle reti in nazionale ― Russia |
| Data                                                                  | Città                                                                 | In casa                                                               | Risultato                                                             | Ospiti                                                                | Competizione                                                          | Reti                                                                  | Note                                                                  |
| --------------------------------------------------------------------- | --------------------------------------------------------------------- | --------------------------------------------------------------------- | --------------------------------------------------------------------- | --------------------------------------------------------------------- | --------------------------------------------------------------------- | --------------------------------------------------------------------- | --------------------------------------------------------------------- |
| 14-10-1992                                                            | Mosca                                                                 | Russia                                                                | 1 – 0                                                                 | Islanda                                                               | Qual. Mondiali 1994                                                   | 1                                                                     | 77’                                                                   |
| 28-10-1992                                                            | Mosca                                                                 | Russia                                                                | 2 – 0                                                                 | Lussemburgo                                                           | Qual. Mondiali 1994                                                   | 1                                                                     |                                                                       |
| 14-4-1993                                                             | Lussemburgo                                                           | Lussemburgo                                                           | 0 – 4                                                                 | Russia                                                                | Qual. Mondiali 1994                                                   | -                                                                     |                                                                       |
| 28-4-1993                                                             | Mosca                                                                 | Russia                                                                | 3 – 0                                                                 | Ungheria                                                              | Qual. Mondiali 1994                                                   | 1                                                                     | 75’                                                                   |
| 23-5-1993                                                             | Mosca                                                                 | Russia                                                                | 1 – 1                                                                 | Grecia                                                                | Qual. Mondiali 1994                                                   | -                                                                     |                                                                       |
| 2-6-1993                                                              | Reykjavík                                                             | Islanda                                                               | 1 – 1                                                                 | Russia                                                                | Qual. Mondiali 1994                                                   | -                                                                     | 75’                                                                   |
| 28-7-1993                                                             | Cannes                                                                | Francia                                                               | 3 – 1                                                                 | Russia                                                                | Amichevole                                                            | -                                                                     |                                                                       |
| 8-9-1993                                                              | Budapest                                                              | Ungheria                                                              | 1 – 3                                                                 | Russia                                                                | Qual. Mondiali 1994                                                   | -                                                                     | 55’                                                                   |
| 6-10-1993                                                             | Khobar                                                                | Arabia Saudita                                                        | 4 – 2                                                                 | Russia                                                                | Amichevole                                                            | -                                                                     |                                                                       |
| 17-11-1993                                                            | Amarousio                                                             | Grecia                                                                | 1 – 0                                                                 | Russia                                                                | Qual. Mondiali 1994                                                   | -                                                                     | 46’                                                                   |
| 20-4-1994                                                             | Bursa                                                                 | Turchia                                                               | 0 – 1                                                                 | Russia                                                                | Amichevole                                                            | -                                                                     | 46’                                                                   |
| 20-6-1994                                                             | Palo Alto                                                             | Brasile                                                               | 2 – 0                                                                 | Russia                                                                | Mondiali 1994                                                         | -                                                                     |                                                                       |
| 11-10-1995                                                            | Mosca                                                                 | Russia                                                                | 2 – 1                                                                 | Grecia                                                                | Qual. Euro 1996                                                       | -                                                                     | 46’                                                                   |
| 15-11-1995                                                            | Mosca                                                                 | Russia                                                                | 3 – 1                                                                 | Finlandia                                                             | Qual. Euro 1996                                                       | -                                                                     | 47’                                                                   |
| 7-2-1996                                                              | Attard                                                                | Malta                                                                 | 0 – 2                                                                 | Russia                                                                | Amichevole                                                            | -                                                                     |                                                                       |
| 25-5-1996                                                             | Doha                                                                  | Qatar                                                                 | 2 – 5                                                                 | Russia                                                                | Amichevole                                                            | -                                                                     | 46’                                                                   |
| 11-10-1997                                                            | Mosca                                                                 | Russia                                                                | 4 – 2                                                                 | Bulgaria                                                              | Qual. Mondiali 1998                                                   | 1                                                                     | 67’                                                                   |
| 29-10-1997                                                            | Mosca                                                                 | Russia                                                                | 1 – 1                                                                 | Italia                                                                | Qual. Mondiali 1998                                                   | -                                                                     |                                                                       |
| 15-11-1997                                                            | Napoli                                                                | Italia                                                                | 1 – 0                                                                 | Russia                                                                | Qual. Mondiali 1998                                                   | -                                                                     | 79’                                                                   |
| 18-2-1998                                                             | Amarousio                                                             | Grecia                                                                | 1 – 1                                                                 | Russia                                                                | Amichevole                                                            | -                                                                     | 46’                                                                   |
| 25-3-1998                                                             | Mosca                                                                 | Russia                                                                | 1 – 0                                                                 | Francia                                                               | Amichevole                                                            | 1                                                                     | 33’ 76’                                                               |
| 22-4-1998                                                             | Mosca                                                                 | Russia                                                                | 1 – 0                                                                 | Turchia                                                               | Amichevole                                                            | -                                                                     | 60’ 61’                                                               |
| 19-8-1998                                                             | Örebro                                                                | Svezia                                                                | 1 – 0                                                                 | Russia                                                                | Amichevole                                                            | -                                                                     | 46’                                                                   |
| 27-3-1999                                                             | Erevan                                                                | Armenia                                                               | 0 – 3                                                                 | Russia                                                                | Qual. Euro 2000                                                       | -                                                                     | 86’                                                                   |
| 19-5-1999                                                             | Tula                                                                  | Russia                                                                | 1 – 1                                                                 | Bielorussia                                                           | Amichevole                                                            | -                                                                     | 46’                                                                   |
| Totale                                                                |                                                                       | Presenze                                                              | 25                                                                    |                                                                       | Reti                                                                  | 5                                                                     |                                                                       |

### Statistiche da allenatore

#### Club
| Stagione | Squadra | Campionato | Campionato | Campionato | Campionato | Campionato | Coppe nazionali | Coppe nazionali | Coppe nazionali | Coppe nazionali | Coppe nazionali | Totale | Totale | Totale | Totale | % Vittorie |
| Stagione | Squadra | Comp       | G          | V          | N          | P          | Comp            | G               | V               | N               | P               | G      | V      | N      | P      | %          |
| -------- | ------- | ---------- | ---------- | ---------- | ---------- | ---------- | --------------- | --------------- | --------------- | --------------- | --------------- | ------ | ------ | ------ | ------ | ---------- |
| 2008     | Chimki  | PL         | 20         | 5          | 5          | 10         | CR              | 1               | 0               | 0               | 1               | 21     | 5      | 5      | 11     | 23,81      |

## Palmarès

### Giocatore

#### Club
- Campionato della RSSF Ucraina: 1

Zorja Vorošilovgrad: 1986
- Campionato sovietico: 1

Dinamo Kiev: 1990
- Coppa dell'URSS: 1

Dinamo Kiev: 1989-1990
- Coppa di Portogallo: 1

Benfica: 1992-1993
- Campionato portoghese: 2

Benfica: 1993-1994
Porto: 1994-95
- Supercoppa di Portogallo: 1

Porto: 1994
- Coppa dei Campioni della CSI: 2

Spartak Mosca: 1995, 1999
- Campionato russo: 1

Spartak Mosca: 1999
- Supercoppa d'Austria: 1

Sturm Graz: 1999

#### Individuale
- Calciatore ucraino dell'anno: 1

1990
- Capocannoniere della Coppa dei Campioni: 1

1991-1992 (7 gol, a pari merito con Jean Pierre Papin)